# Scelolophia concoloraria
Scelolophia concoloraria là một loài bướm đêm trong họ Geometridae.